# Lea Daan
Lea Daan (de son vrai nom Paula Gombert) est une danseuse, chorégraphe et pédagogue belge née à Anvers le 27 octobre 1906 et morte à Anvers le 14 mai 1995.
Après avoir été initiée à la danse chez Francesca d'Aler, elle poursuit ses études à Essen, auprès de Kurt Jooss, puis elle continue à Hambourg avec Albrecht Knust et enfin à Berlin, où elle approfondit les théories de Rudolf Laban.
De retour en Belgique en 1931, elle ouvre à Anvers une école qui formera de grands pédagogues de la danse jusque dans les années 1980. Parallèlement à l'enseignement, elle crée de nombreuses compositions chorégraphiques avec un petit groupe d'élèves et, dès 1935, elle met en scène des œuvres expressionnistes basées tantôt sur des thèmes populaires flamands (Boerendans, Arme mensen, etc.), tantôt sur des sujets épiques (Jeanne d'Arc, Dulle Griei). Elle participe également, avec son groupe de danse, à de nombreuses fêtes populaires, défilés et manifestations urbaines.
Professeur au Studio Herman Teirlinck de 1946 à 1972, elle enseigne aux conservatoires de musique d'Anvers et de Gand et initie de jeunes acteurs et musiciens aux principes de la danse et du mouvement. Militante engagée dans le mouvement flamand de l'après-guerre, elle transpose dans la danse la revendication d'une culture spécifique, débarrassée de l'hégémonie francophone.